# Freyella propinqua
Freyella propinqua is een twaalfarmige zeester uit de familie Freyellidae.
De wetenschappelijke naam van de soort werd in 1905 gepubliceerd door Hubert Ludwig. De beschrijving was gebaseerd op één exemplaar dat op 23 maart 1891 tijdens een onderzoekstocht met het schip Albatross was opgedregd van een diepte van 2877 meter uit de Golf van Panama.